# Nigidius sakamakii
Nigidius sakamakii là một loài bọ cánh cứng trong họ Lucanidae. Loài này được Okuda mô tả khoa học năm 2008.